# Anopheles inundatus
Anopheles inundatus is een muggensoort uit de familie van de steekmuggen (Culicidae). De wetenschappelijke naam van de soort is voor het eerst geldig gepubliceerd in  door Reinert,1997.